# Luigi Camoletti
Luigi Camoletti (Novara, 1804 – Novara, 25 novembre 1880) è stato uno scrittore e giornalista italiano.
La sua prima professione fu lo speziale.
La sua fama è legata alla composizione di drammi sentimentali, romanzeschi, di facile effetto e frutto di una mente volubile.
Tra questi si ricordano Suor Teresa o Elisabetta Soarez, Le monache ospitaliere, Un voto ed alcune sue commedie, come Il celibe e I due ritratti.
Essi furono detti drammi da arena, perché per merito di valenti attori gli animi del pubblico si esaltarono generosamente, suscitando battute argute da parte di Giuseppe Gioachino Belli e di Renato Fucini.
Tra i maggiori interpreti dei suoi drammi spicca Paola Pezzaglia, un'attrice poliedrica, capace sia di ruoli raffinati che popolari.

## Riconoscimenti
Con la delibera n. 385 del 18 novembre 1926, il comune di Novara gli intitolò una via presso Largo Leonardi in zona Sacro Cuore, precedentemente nota come Strada vecchia di Lumellogno (Strà vègia par Amlògn).